# Nienburg (Altencelle)
Die Nienburg ist eine abgegangene, in der Vorgeschichte und im Mittelalter genutzte Wallburg in der Niederung der Aller südöstlich des Stadtteils Altencelle der niedersächsischen Kreisstadt Celle.

## Beschreibung
Bei der Nienburg handelt es sich um eine viereckige Anlage von ca. 150 × 180 m Ausmaß, die ursprünglich auf drei Seiten von der Aller umflossen war. Das Plateau liegt ca. 3,5 m höher als die umgebende Niederung. Nach bodenkundlichen Untersuchungen besteht sie aus einer eiszeitlichen Düne, die für die Anlage der Befestigung nur an der Oberfläche bearbeitet worden ist. Reste des Walles sind auf der nördlichen, östlichen und westlichen Seite der Burg vorhanden. Der südöstliche Teil der Burg ist im Laufe der Zeit stark durch Viehtritt beschädigt worden. Die Ausgrabungen durch Ernst Sprockhoff von 1947 haben ergeben, dass der Wall aus einer reinen Erdaufschüttung ohne Holzeinbauten errichtet war. Der Wallkörper war mehr oder weniger mit Raseneisenerz durchmischt. Im Norden bestand er sogar fast vollständig aus Raseneisenerz. Bei den archäologischen Untersuchungen kam ein zweischiffiges Gebäude zutage, das mit der Radiokarbonmethode in die Mitte des 12. Jahrhunderts datiert werden konnte. Nach einer späteren lokalen mündlichen Überlieferung soll ungefähr 1887 eine Grabung in der Nordwestecke Mauerreste und Waffen zutage gebracht haben.

## Geschichte
Die Ausgrabungen haben bisher keine Klarheit über die Geschichte der Befestigung schaffen können. Keramikfunde belegen eine Besiedlung des Platzes im 15. Jahrhundert vor Christus. Zudem wurde ein Gehöft aus der Vorrömischen Eisenzeit ergraben. Das Mittelalter ist durch das ergrabene Gebäude und wenige, nicht klar datierbare Keramikscherben vertreten.
Überliefert ist hingegen, dass das Areal in der Neuzeit als Übungsschanze für Kanoniere und 1757 im Siebenjährigen Krieg für eine französische Geschützstellung genutzt worden ist.